# Sophia Williams-De Bruyn
Sophia Theresa Williams-de Bruyn (Villageboard, 1938) es una exactivista sudafricana contra el apartheid. Fue la primera en recibir el Premio de la Mujer por su servicio nacional excepcional. Es la última líder viva de la Marcha de Mujeres.

## Primeros años
Sophia Theresa Williams-De Bruyn nació en Villageboard, una zona donde vivían personas de diferentes nacionalidades. Fue hija de Frances Elizabeth y Henry Ernest Williams. Ella dice que la compasión de su madre por los demás la ayudó a desarrollar un sentido de empatía.
Cuando su padre se unió al ejército para luchar en la Segunda Guerra Mundial, la madre de Sophia trasladó a la familia a un nuevo desarrollo de viviendas, construido específicamente para personas de color, llamado Schauder. Continuó su educación en la escuela católica Saint James. Abandonó la escuela y comenzó a trabajar en la industria textil. Los trabajadores de la fábrica de Van Lane Textile le pidieron que les ayudara a "resolver sus problemas con los jefes de fábrica" y, finalmente, se convirtió en delegada sindical. Más tarde se convirtió en miembro ejecutivo del Sindicato de Trabajadores Textiles en Port Elizabeth.

## Carrera política
Williams-De Bruyn fue miembro fundador del Congreso Sudafricano de Sindicatos (CSS). Después de que el gobierno introdujera la Ley de Registro de la Población en la década de 1950, fue nombrada organizadora a tiempo completo del Congreso del Pueblo de Color en Johannesburgo.
El 9 de agosto de 1956, encabezó la marcha de 20000 mujeres en los edificios de la Union Buildings de Pretoria junto con Lillian Ngoyi, Rahima Moosa, Helen Joseph, Albertina Sisulu y Bertha Gxowa para protestar por el requisito de que las mujeres lleven libretas de pases como parte de las leyes de pases. Sophia tenía solo 18 años, lo que la convertía en la más joven de los cuatro líderes. Estas mujeres se agacharon a través de los guardias en las puertas para entregar sus peticiones fuera de las puertas de los ministros. Después de que se aprobó la Ley de población de color, Williams-De Bruyn fue asignada por el Congreso del Pueblo de Color para trabajar con Shulamith Muller en cuestiones relacionadas con las leyes de aprobación.
En 1959, se casó con Henry Benny Nato De Bruyn y tuvieron tres hijos. Su esposo también era un activista en el movimiento de liberación y un soldado de Umkhonto we Sizwe. Su hogar se convirtió en un refugio para otros activistas contra el apartheid como Raymond Mhlaba, Elias Motsoaledi y Wilton Mkwayi.
En 1963, su esposo se vio obligado a exiliarse en Lusaka, Zambia, donde fue nombrado presidente del Comité Político Regional del CNA. Se unió a él seis años más tarde y completó sus estudios y obtuvo su diploma de maestra en 1977, todo mientras trabajaba como administradora para el CNA en Lusaka. Fue una de las miembros fundadoras del consejo de educación de CNA formado en 1980. El consejo estableció el plan de estudios para el Solomon Mahlangu Freedom College. El colegio fue establecido en 1978 por el Congreso Nacional Africano (CNA) exiliado en Mazimbu, Tanzania.
Regresó a Sudáfrica con su esposo después de que se deshiciera el CNA. Su esposo se desempeñó como embajador de Sudáfrica en Jordania hasta su muerte en 1999. Fue miembro de la Comisión de Igualdad de Género antes de unirse a la Legislatura de Gauteng en 2004 y convertirse en su vicepresidenta desde 2005 hasta 2009, antes de pasar al parlamento nacional.

## Legado
Se dirigió a una gran multitud en la conmemoración del 60 aniversario de la Marcha de las Mujeres en 1956 en Pretoria el 9 de agosto de 2016.
En 1999, Williams-De Bruyn recibió el premio Ida Mntwana en plata. En 2001, fue la primera en recibir el Premio de la Mujer por su servicio nacional excepcional y ese mismo año recibió el Premio Mahatma Gandhi.
Actualmente es legisladora provincial en la provincia de Gauteng para el CNA.